# Plagodis kuetzingi
Plagodis kuetzingi là một loài bướm đêm thuộc họ family Geometridae. It is an uncommon to rare moth.

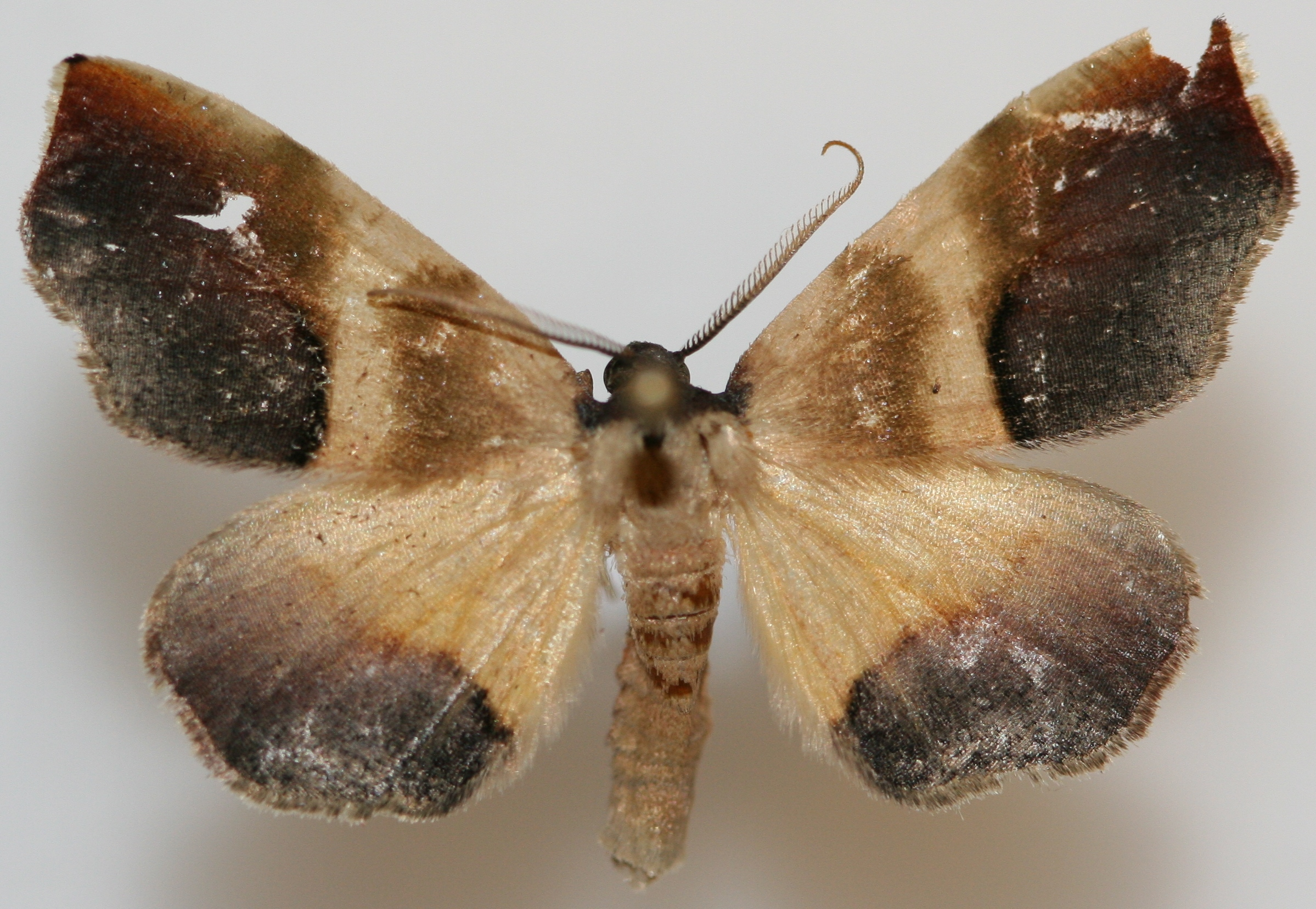
Mounted

This moth is found from Nova Scotia phía nam đến Virginia và Tennessee phía tây đến Illinois, Iowa, và Wisconsin.
Chúng bay vào tháng 5 đến tháng 7.
Chúng chỉ ăn cây Fraxinus sp.